# Per Knutzons Vej
Per Knutzons Vej er en vej på Frederiksholm på Holmen i København, opkaldt efter den kendte teaterinstruktør Per Knutzon (1897-1948). Vejen udspringer fra Danneskiold-Samsøes Allé.

## Historie
Vejen blev navngivet i 1996 og ligger tæt på Den Danske Scenekunstskole, hvilket afspejler den forbindelse til teaterverdenen, som Knutzon var en del af. Hans bidrag til dansk teater og scenekunst gør ham til en markant figur, og vejen er dermed en hyldest til hans arbejde.